# Ödsbach (Oberkirch)
Ödsbach ist ein Ortsteil von Oberkirch im Ortenaukreis in Baden-Württemberg. Der Ort liegt südlich der Kernstadt in einem linken Seitental der Rench und wird vom Ödsbach durchflossen.

## Geschichte
Im Zeitraum von 1665 bis 1815 gehörte Ödsbach als Teil des Vordergestößes im Renchtal schon einmal zu Oberkirch. Anschließend war die Ortschaft Ödsbach selbstständig, bis im Jahr 1933 aus den Teilgemeinden Ödsbach, Giedensbach und Wälden die Gemeinde Ödsbach gebildet wurde. Bei der baden-württembergischen Gemeindereform in den 1970er-Jahren wehrte sich Ödsbach zunächst gegen eine erneute Eingemeindung nach Oberkirch und stimmte bei einem Bürgerentscheid mit 94 % der Stimmen dagegen. Die Ablehnung blieb erfolglos, am 1. Januar 1975 erfolgte die Zwangseingemeindung als Ortsteil nach Oberkirch.

## Sehenswürdigkeiten

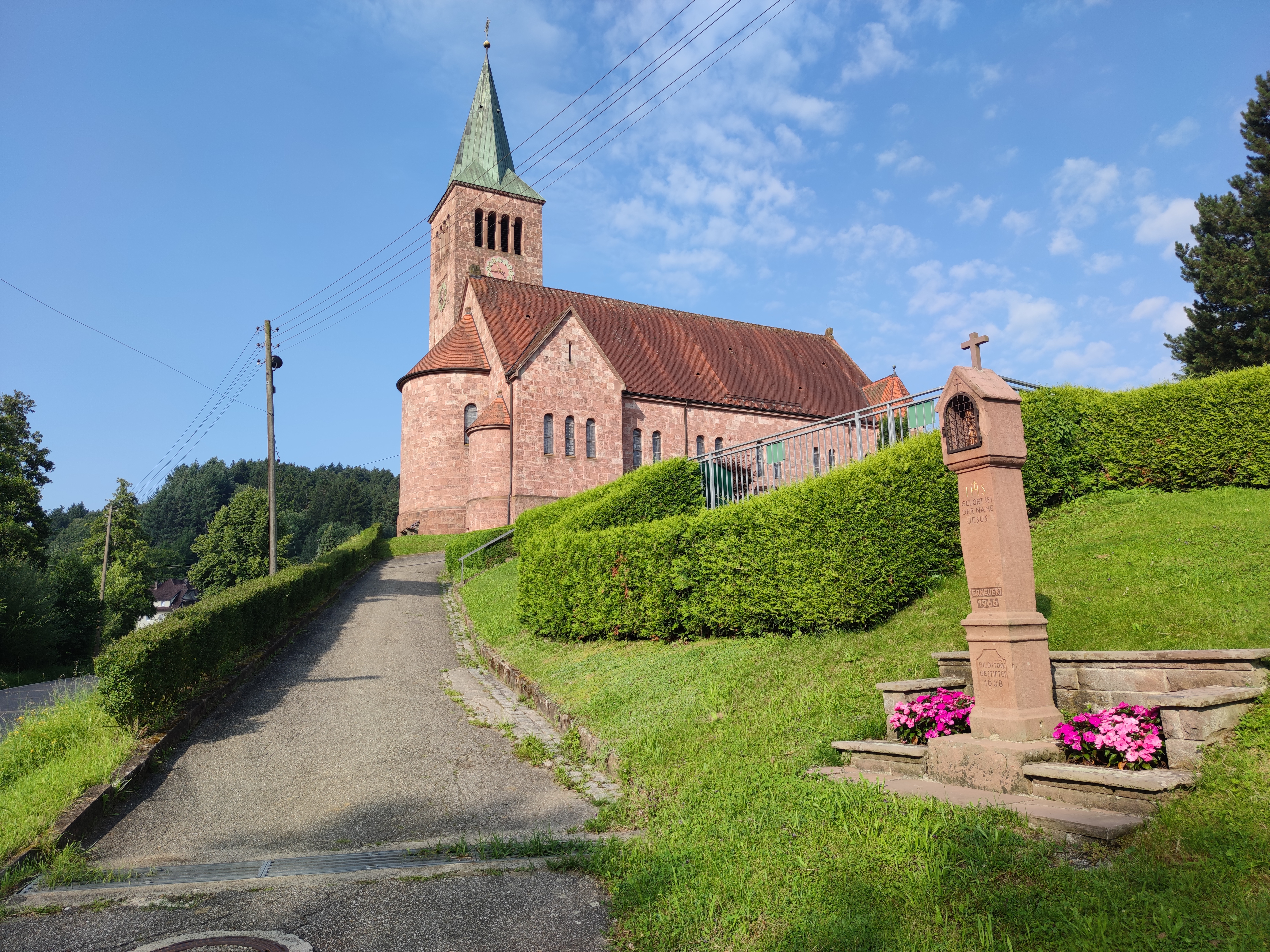
Die Kirche St. Jakobus und der Friedhof von Ödsbach

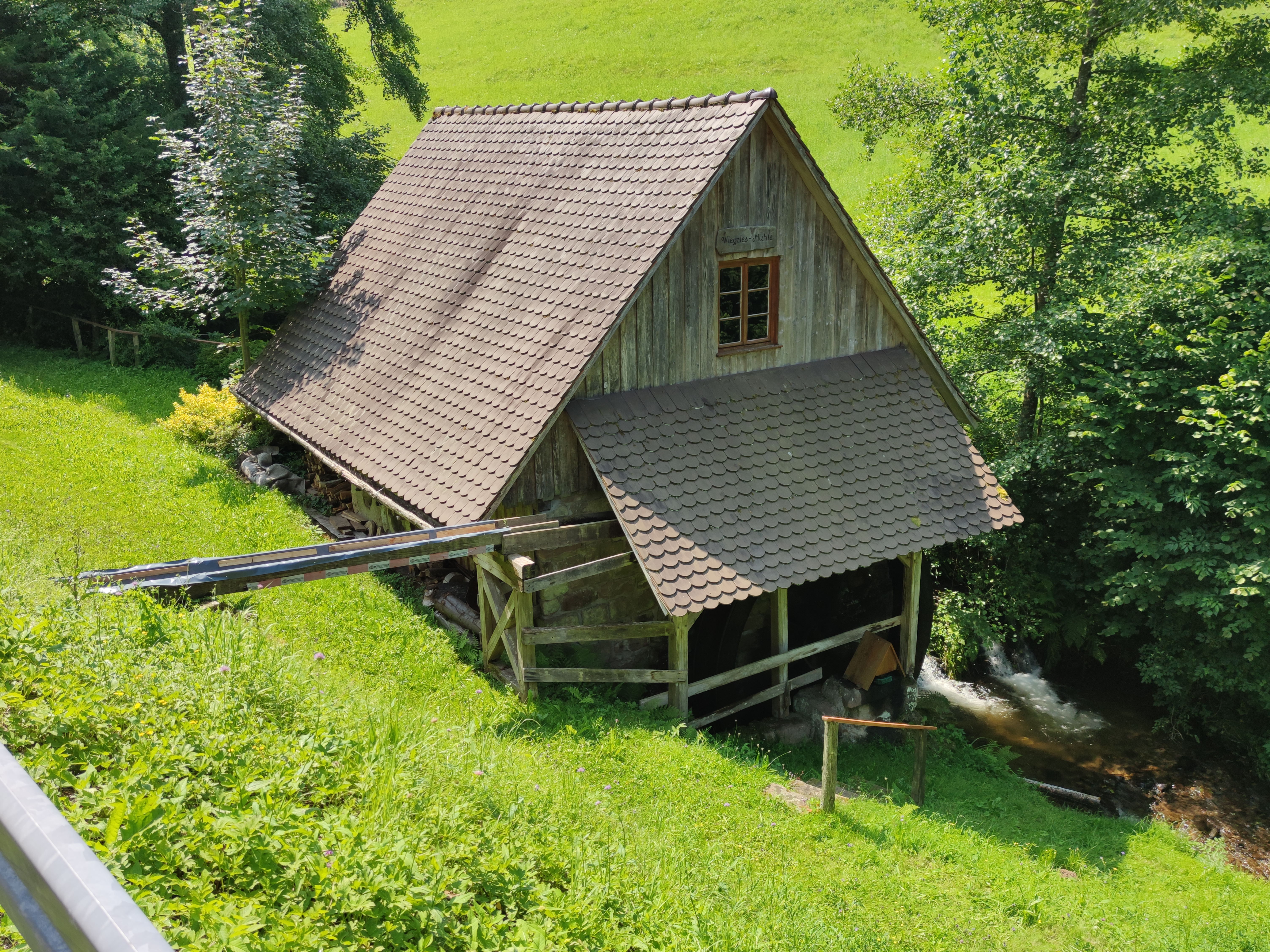
Wiegeles-Mühle an der Wäldenstraße

- Katholische Pfarrkirche St. Jakobus, 1911/12 im neuromanischen Stil mit Altären aus der Kunstwerkstätte der Gebrüder Moroder[3] erbaut
- St.-Jakobus-Kapelle, um 1499 erbaut
- Rathaus, 1905 erbaut
- Bruder-Klaus-Kapelle
- Wiegeles-Mühle

## Ortsteile
Neben Giedensbach und Wälden gehören noch folgende Orte zu Ödsbach:
- Bergle
- Fiegenbach
- Giedensbach
- Gnadhof
- Grimmersbach
- Gründle
- Hanselbach
- Hengstbach
- Heuberg (Ober-Heuberg und Unter-Heuberg)
- Hochkopf
- Holdersberg
- Laibach
- Lendersbach
- Löchle
- Mooshof
- Ötsch
- Rank
- Rotengaß
- Scheuermatt
- Sieferspring
- Steinhof
- Stöckert
- Unrechtenbach
- Vordere Allmend
- Wäldenstraße
- Weierhof